# Livry-sur-Seine
Livry-sur-Seine és un municipi francès, situat al departament de Sena i Marne i a la regió de Illa de França. L'any 2007 tenia 1.898 habitants.
Forma part del cantó de Melun, del districte de Melun i de la Comunitat d'aglomeració Melun Val de Seine.

## Demografia

### Població
El 2007 la població de fet de Livry-sur-Seine era de 1.898 persones. Hi havia 752 famílies, de les quals 184 eren unipersonals (72 homes vivint sols i 112 dones vivint soles), 256 parelles sense fills, 272 parelles amb fills i 40 famílies monoparentals amb fills.
La població ha evolucionat segons el següent gràfic:
Habitants censats

### Habitatges
El 2007 hi havia 977 habitatges, 751 eren l'habitatge principal de la família, 186 eren segones residències i 40 estaven desocupats. 767 eren cases i 9 eren apartaments. Dels 751 habitatges principals, 616 estaven ocupats pels seus propietaris, 121 estaven llogats i ocupats pels llogaters i 14 estaven cedits a títol gratuït; 63 tenien una cambra, 20 en tenien dues, 77 en tenien tres, 185 en tenien quatre i 405 en tenien cinc o més. 669 habitatges disposaven pel capbaix d'una plaça de pàrquing. A 287 habitatges hi havia un automòbil i a 377 n'hi havia dos o més.

### Piràmide de població
La piràmide de població per edats i sexe el 2009 era:
| Homes | Edats   | Dones |
| ----- | ------- | ----- |
| 4     | 95 o +  | 16    |
| 8     | 90 a 94 | 20    |
| 0     | 85 a 89 | 20    |
| 8     | 80 a 84 | 16    |
| 20    | 75 a 79 | 56    |
| 32    | 70 a 74 | 36    |
| 32    | 65 a 69 | 40    |
| 64    | 60 a 64 | 64    |
| 56    | 55 a 59 | 52    |
| 72    | 50 a 54 | 96    |
| 112   | 45 a 49 | 80    |
| 60    | 40 a 44 | 48    |
| 64    | 35 a 39 | 92    |
| 52    | 30 a 34 | 60    |
| 36    | 25 a 29 | 24    |
| 56    | 20 a 24 | 48    |
| 24    | 15 a 19 | 40    |
| 64    | 10 a 14 | 60    |
| 64    | 5 a 9   | 44    |
| 36    | 0 a 4   | 72    |

## Economia
El 2007 la població en edat de treballar era de 1.219 persones, 868 eren actives i 351 eren inactives. De les 868 persones actives 823 estaven ocupades (413 homes i 410 dones) i 45 estaven aturades (27 homes i 18 dones). De les 351 persones inactives 162 estaven jubilades, 128 estaven estudiant i 61 estaven classificades com a «altres inactius».

### Ingressos
El 2009 a Livry-sur-Seine hi havia 774 unitats fiscals que integraven 1.905 persones, la mediana anual d'ingressos fiscals per persona era de 24.839 €.

### Activitats econòmiques
Dels 49 establiments que hi havia el 2007, 1 era d'una empresa extractiva, 1 d'una empresa alimentària, 16 d'empreses de construcció, 13 d'empreses de comerç i reparació d'automòbils, 1 d'una empresa de transport, 2 d'empreses d'hostatgeria i restauració, 3 d'empreses d'informació i comunicació, 1 d'una empresa financera, 2 d'empreses immobiliàries, 4 d'empreses de serveis, 4 d'entitats de l'administració pública i 1 d'una empresa classificada com a «altres activitats de serveis».
Dels 16 establiments de servei als particulars que hi havia el 2009, 1 era un taller de reparació d'automòbils i de material agrícola, 1 paleta, 3 guixaires pintors, 2 fusteries, 3 lampisteries, 3 electricistes, 1 perruqueria, 1 restaurant i 1 agència immobiliària.
Dels 3 establiments comercials que hi havia el 2009, 1 era una botiga de més de 120 m², 1 una botiga de menys de 120 m² i 1 una fleca.

## Equipaments sanitaris i escolars
L'únic equipament sanitari que hi havia el 2009 era una farmàcia.
El 2009 hi havia 1 escola maternal i 1 escola elemental.

## Poblacions més properes
El següent diagrama mostra les poblacions més properes.